# Wielka Remonstracja
Wielka Remonstracja (ang. Grand Remonstrance) – ustawa angielska, uchwalona 22 listopada 1641 przez Izbę Gmin Długiego Parlamentu i przedłożona Karolowi I. Opracowana przez opozycję antykrólewską, zawierała listę nadużyć władzy z okresu rządów osobistych króla (1629-1640), żądania reformy Kościoła anglikańskiego, wolności dla purytanów i likwidacji wpływów katolickich oraz propozycje zmian w systemie rządzenia. Nie zaakceptowana przez króla, pogłębiła rozłam między opozycją a rojalistami, przyspieszając bieg wydarzeń prowadzących do wybuchu w 1642 wojny domowej.  